# Junonia boopis
Junonia boopis är en fjärilsart som beskrevs av Henry Trimen 1879. Junonia boopis ingår i släktet Junonia och familjen praktfjärilar. Inga underarter finns listade i Catalogue of Life.